# Alessandro Pesenti-Rossi
Alessandro Pesenti-Rossi, italijanski dirkač Formule 1, * 31. avgust 1942, Bergamo, Italija.
Alessandro Pesenti-Rossi je upokojeni italijanski dirkač Formule 1. Debitiral je v sezoni 1976, ko je nastopil na štirih dirkah. Na eno se mu ni uspelo kvalificirati, dosegel pa je še štirinajsto, osemnajsto in enajsto mesto na dirki za Veliko nagrado Avstrije, kar je njegov najboljši rezultat v karieri. Za tem ni nikoli več dirkal v Formuli 1.

## Popolni rezultati Formule 1
(legenda) (odebeljene dirke pomenijo najboljši štartni položaj, poševne pa najhitrejši krog, †-uvrščen kljub odstopu)
| Leto | Moštvo                | Šasija      | Motor       | 1   | 2   | 3    | 4   | 5   | 6   | 7   | 8   | 9  | 10     | 11     | 12      | 13     | 14  | 15  | 16  | Prv | Toč |
| ---- | --------------------- | ----------- | ----------- | --- | --- | ---- | --- | --- | --- | --- | --- | -- | ------ | ------ | ------- | ------ | --- | --- | --- | --- | --- |
| 1976 | Scuderia Gulf Rondini | Tyrrell 007 | Cosworth V8 | BRA | JAR | ZZDA | ŠPA | BEL | MON | ŠVE | FRA | VB | NEM 14 | AVT 11 | NIZ DNQ | ITA 18 | KAN | ZDA | JAP | -   | 0   |